# 大阪桐蔭高校裏金事件
大阪桐蔭高校裏金事件（おおさかとういんこうこううらがねじけん）は、日本で起きた裏金事件。

## 概要

### 事件の発覚
2014年10月、大阪桐蔭高等学校の教職員組合と学校側との団体交渉が行われる。この際に教職員組合が模擬試験の受験料が簿外管理されていることを指摘。このことから裏金事件が発覚する。
教職員組合は、2013年4月から2014年10月にかけて保護者会の役員経験者の団体に入金されていた模擬試験の受験料が、元校長と元校長の娘の給与として、この2人の口座に送金されていると指摘。この送金は元校長の退任直後から行われており、校長を退任してからも校長と同額の給与を支給するためにしていたと指摘。
元校長であった人物は1988年度に大阪桐蔭高等学校の校長に就任し2013年度まで務め、校長を退任後は2015年度まで教育相談役を務めていた。

### 事件の展開
大阪桐蔭高等学校を運営する学校法人大阪産業大学からこの事件の調査を委託された第三者委員会は、2015年3月25日に、これまでに保護者から徴収した教材費や模擬試験の受験料の一部を裏金として約5億円貯めていた。そしてこのうちの約1億2千万円を不正に使用していたことを報告した。この不正行為をしていた中心の人物は、前校長であった人物。裏金の内訳は、デパートの外商から購入したブランド品やゴルフ代や飲食代で、中には100万円以上もするブランド品も存在していた。そして裏金の中から、毎月50万円が元校長の口座に振り込まれ、毎月30万円が元校長の娘の口座に振り込まれていた。大規模な学校のため教材を納入する場合には、教材の会社からは割引価格で納入される。その割り引かれた教材を保護者には定価で販売して、その差額が貯められていた。この報告を受けて、翌3月26日に大阪府は2014年度に支給を予定していた私学補助金を2割減額する処分をした。これは、これまでで最も厳しい減額幅であった。
2015年4月3日、大阪桐蔭高等学校で在校生と卒業生の保護者を対象とした説明会が開かれる。この説明会は18時半から23時過ぎまで行われる。ここでは元校長への批判が強まったが擁護する意見も存在した。裏金を返してもらうために来たのではなく学校の再興を期待するという意見があった一方で、裏金を返してもらうために来たという意見もあった。
2016年1月23日、学校法人大阪産業大学の理事会は、前校長らの4人は懲戒解雇相当とすることにした。前校長の他は、前事務長、元事務長、元進路指導主事の3人であったが、4人はいずれも退職しており実際に処分することは不可能であった。
2016年4月21日、この裏金事件で大阪桐蔭高等学校を運営する学校法人大阪産業大学は、大阪国税局の税務調査が行われ、所得隠しを指摘されていたことが明らかとなる。申告漏れの金額は2008年度から2014年度の7年間で合計約1億円。このうちの7000万円は仮装や隠蔽を伴う所得隠しと判断され、重加算税を支払うこととなった。保護者から徴収した教材費や模擬試験の受験料は、本来ならば法人の収入や預かり金として計上する必要があったのだが、これらの一部を簿外の別口座で管理していたことを指摘された。学校が模擬試験の主催者である予備校から試験監督などを受託した場合は、これは業務請負に該当し、この対価として受け取った手数料は法人の所得になると指摘された。